# Ołeh Łyszeha
Ołeh Bohdanowycz Łyszeha (ukr. Олег Богданович Лишега; ur. 30 października 1949 w Tyśmienicy, zm. 17 grudnia 2014 w Kijowie) – pisarz ukraiński.
W 1968 roku rozpoczął studia filologiczne na Uniwersytecie im. Iwana Franki we Lwowie. Ponieważ jego utwory ukazywały się w drugim obiegu wydawniczym został wydalony ze studiów i karnie wcielony do wojska. Służbę wojskową odbywał w Buriacji. W latach 1972–1988 jego twórczość była objęta zakazem druku. Mieszkał we Lwowie, potem przeniósł się do Kijowa, gdzie został zatrudniony jako pracownik techniczny w Instytucie Teatralnym im. Karpenki-Karego.  
W latach 1997–1998 przebywał na stypendium Fundacji Fulbrighta na Penn State University. Jego wybrane utwory, zostały przetłumaczone przez Jamesa Brasfielda i wydane jako The Selected Poems of Oleh Lysheha, otrzymały w 2000 roku nagrodę PEN Award for Poetry in Translation. 
Prowadził również działalność translatorska, tłumaczył na język ukraiński m.in. utwory T.S. Eliota oraz Ezry Pounda.
Jego poezje stanowią część antologii Bohdana Zadury 100 wierszy wolnych z Ukrainy (Biuro Literackie, Kołobrzeg 2022, ISBN 978-83-67249-06-5).

## Wybrana twórczość
- Wełykyj mist (1989)
- Snihowi i wohniu (2002)
- Druże Li Bo, brate Du Fu.. (2010)